# Pronephrium granulosum
Pronephrium granulosum là một loài thực vật có mạch trong họ Thelypteridaceae. Loài này được (C. Presl) Holttum miêu tả khoa học đầu tiên năm 1972.